# Penenirmus auritus
Penenirmus auritus är en insektsart som först beskrevs av Giovanni Antonio Scopoli 1763.  Penenirmus auritus ingår i släktet Penenirmus, och familjen fjäderlöss. Arten är reproducerande i Sverige.